# Langley (Washington)
Langley es una ciudad ubicada en el condado de Island en el estado estadounidense de Washington. En el año 2000 tenía una población de 1055 habitantes y una densidad poblacional de 502,1 personas por kilómetro cuadrado.

## Geografía
Langley se encuentra ubicada en las coordenadas 48°2′13″N 122°24′31″O / 48.03694, -122.40861.

## Demografía
Según la Oficina del Censo en 2000 los ingresos medios por hogar en la localidad eran de $34 792, y los ingresos medios por familia eran $51 563. Los hombres tenían unos ingresos medios de $41 750, frente a los $30 125 para las mujeres. La renta per cápita para la localidad era de $24 940. Alrededor del 10,6 % de la población estaban por debajo del umbral de pobreza.